# Banteay Mean Cheay
Banteay Mean Cheay is een provincie (khett) in het noordwesten van Cambodja, de hoofdstad is Sisophon. De provincie heeft een oppervlakte van 6679 km² en had in 1998 577.772 inwoners. 